# Lentilă (geometrie)

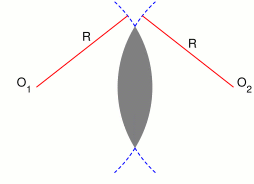
O lentilă dintre două arce de cerc cu razele R și centrele în O_{1} și O_{2}

În geometria plană o lentilă este o zonă convexă mărginită de două arce de cerc unite la capete. Pentru ca această formă să fie convexă, ambele arce trebuie să se curbeze spre exterior (convex-convex). Această formă poate fi formată ca intersecția a două discuri. De asemenea, poate fi formată ca reuniunea a două segmente de cerc (zone dintre coarda unui cerc și cercul însuși) unite de-a lungul unei coarde comune.

## Tipuri

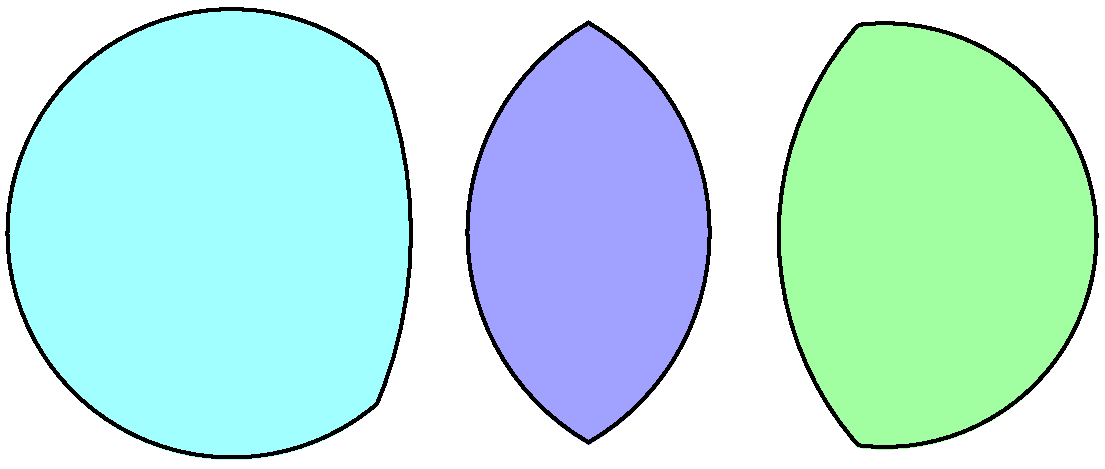
Exemple de două lentile asimetrice (la stânga și la dreapta) și una simetrică (în mijloc)

Vesica piscis este intersecția a două discuri cu aceeași rază, R și cu distanța dintre centre egală tot cu R.

Dacă cele două arce ale unei lentile au raze egale, aceasta se numește lentilă simetrică, în caz contrar este o lentila asimetrică.
Vesica piscis este o formă de lentilă simetrică, formată din arce ale două cercuri ale căror centre se află fiecare pe arcul opus. Arcele se întâlnesc la unghiuri de 120° la capetele lor.

## Arie
Lentilă simetrică
Aria a unei lentile simetrice poate fi exprimată în funcție de raza R și unghiul la centru care subîntinde arcele, θ, în radiani:
{\displaystyle A=R^{2}\left(\theta -\sin \theta \right).}
Lentilă asimetrică
Aria unei lentile asimetrice formată din cercuri cu razele R și r și distanța d între centrele lor este
{\displaystyle A=r^{2}\arccos \left({\frac {d^{2}+r^{2}-R^{2}}{2dr}}\right)+R^{2}\arccos \left({\frac {d^{2}+R^{2}-r^{2}}{2dR}}\right)-2\Delta }
unde
{\displaystyle \Delta ={\frac {1}{4}}{\sqrt {(-d+r+R)(d-r+R)(d+r-R)(d+r+R)}}}
este aria triunghiului cu laturile d, r și R.

## Aplicații
O lentilă este o parte a răspunsului la problema Mrs. Miniver, care cere divizarea unui disc cu un arc de cerc cu raza dată. Una dintre cele două zone în care este divizat discul este o lentilă, cealaltă fiind o lunulă.
Lentilele sunt folosite pentru a defini scheletele beta⁠(d) ale graficelor geometrice definite prin mulțimi de puncte prin conectarea perechilor de puncte printr-o muchie ori de câte ori o lentilă determinată de cele două puncte este goală.